# 半斑燕鳐
半斑燕鳐（学名：Cypselurus atrisignis）为飞鱼科燕鳐属的鱼类，俗名红斑鳍飞鱼。分布于太平洋、西到马来海峡、东到夏威夷群岛以及台湾东南沿海、南海、西沙群岛、中沙群岛海域等海域。该物种的模式产地在夏威夷。